# Tomáš Büchler
Tomáš Büchler (* 3. října 1974, Lučenec) je lékař, profesor onkologie 2. lékařské fakulty Karlovy Univerzity, přednosta Onkologické kliniky Fakultní nemocnice v Motole a autor více než 180 odborných prací a řady knižních monografií a učebnic.

## Život a kariéra
Tomáš Büchler promoval na Lékařské fakultě Univerzity Komenského v Bratislavě 30. června 2000. Po promoci pracoval na interní hematoonkologické klinice Fakultní nemocnice Brno. Po obdržení titulu PhD. na Lékařské fakultě Masarykovy univerzity (11. listopadu 2003, dizertační práce Buňky prezentující antigen a jejich využití v léčbě hematologických malignit – optimalizace získávání a expanze dendritických buněk, vedoucí práce prof. MUDr. Roman Hájek, CSc.) získal 22. dubna 2004 atestaci 1. stupně v oboru Interní lékařství a působil v letech 2004 až 2006 ve Velké Británii jako výzkumný pracovník na University of Oxford. Absolvoval část postgraduálního vzdělávání v oboru klinická onkologie na University College Hospital a St Bartholomew's Hospital v Londýně a v klinické praxi pokračoval v londýnských nemocnicích. 21. května 2009 získal atestaci v oboru klinická onkologie, 18. listopadu 2014 atestaci v oboru radiační onkologie.
Od roku 2007 pracuje na Onkologické klinice 1. lékařské fakulty Univerzity Karlovy a Thomayerovy nemocnice, kde byl v roce 2012 jmenován přednostou.
V roce 2013 byl jmenován docentem v oboru onkologie a v roce 2022 profesorem onkologie. V roce 2015 se stal členem Výboru České onkologické společnosti.
V roce 2021 byl zvolen předsedou panelu Nádorové choroby Agentury pro zdravotnický výzkum ČR.
Od října 2022 je přednostou Onkologické kliniky 2. LF UK a FN v Motole.

## Ocenění
- Cena Ligy proti rakovině Praha pro nejhodnotnější publikaci za rok 2012 (za práce věnující se problematice detekce druhých nádorů u dispenzarizovaných pacientů po léčbě testikulárního nádoru)[1]
- Cena České onkologické společnosti ČLS JEP za nejlepší článek v časopise s IF za rok 2016 (Outcomes for Patients with Metastatic Renal Cell Carcinoma Achieving a Complete Response on Targeted Therapy: A Registry-based Analysis Outcomes for Patients with Metastatic Renal Cell Carcinoma Achieving a Complete Response on Targeted Therapy: A Registry-based Analysis – spoluautor)[2]
- Cena Ligy proti rakovině Praha pro nejhodnotnější knihu za rok 2020 (za monografii Obecná onkologie)[1]

## Členství v profesních a odborných organizacích
- Česká onkologická společnost ČLS JEP (člen výboru od 2015, vědecký tajemník 2015–2019, předseda Sekce onkologické imunologie od 2016)
- Společnost radiační onkologie, biologie a fyziky, ČLS JEP
- Česká lékařská komora
- Akademie pro zdravotnický výzkum České republiky, místopředseda panelu P3 (Nádorové choroby)
- European Society of Medical Oncology

## Publikované učebnice
- Tomáš Büchler a kolektiv: Speciální onkologie, Maxdorf 2018, ISBN 978-80-7345-539-2
- Tomáš Büchler a kolektiv: Obecná onkologie, Maxdorf 2019, ISBN 978-80-7345-617-7
- Tomáš Büchler a kolektiv: Speciální onkologie (2. vydání), Maxdorf 2020, ISBN 978-80-7345-651-1